# Projekt 658
Projekt 658 (v kódu NATO třída Hotel) byla třída raketonosných ponorek Sovětského námořnictva s jaderným pohonem.

## Stavba a uživatelé

Nákres ponorky verze Hotel I

Nákres ponorky verze Hotel II

Nákres ponorky verze Hotel III

Vývoj třídy byl zadán v roce 1956. Byly to první sovětské raketonosné ponorky s jaderným pohonem, což bylo významným pokrokem proti předcházející diesel-elektrické třídě Golf. Sověti však zatím nedovedli umístit rakety do trupu ponorek, takže byly jejich šachty znovu umístěny v bojové věži. Klasické koncepci raketonosných ponorek tak odpovídala až následující třída Yankee. Celkem osm ponorek této třídy postavily loděnice v Severodvinsku. Do služby vstupovaly v letech 1959–1962.

## Konstrukce
Základ konstrukce vycházel ze stíhacích ponorek třídy November, doplněných odlišnou věží s raketami. Torpédovou výzbroj představovalo šest příďových 533mm torpédometů a čtyři záďové 406mm torpédomety. Ve velitelské věži byly umístěny tři balistické rakety, u základního modelu ponorek typu R-13 (v kódu NATO SS-N-4 Sark). Pohonný systém tvořily dva tlakovodní reaktory a dvě parní turbíny. Lodní šrouby byly dva. Nejvyšší rychlost ponorek byla 21 uzlů na hladině a 26 uzlů pod hladinou.

## Varianty
- Hotel I (projekt 658) – osm jednotek základního provedení nesoucího tři střely R-13 s doletem přes 600 km.
- Hotel II (projekt 658M) – úprava všech ponorek pro nesení modernějších střel R-21 (v kódu NATO SS-N-5 Sark/Serb) s doletem až 1650 km. Probíhala v letech 1963–1967. Střely měly dvojnásobný dolet a bylo je možné vypouštět z ponořené ponorky. Vyřazeny v 80. letech.
- Hotel III (projekt 701) – ponorka K-145 přestavěná pro zkoušky balistických raket R-29 Vysota (v kódu NATO SS-N-8 Sawfly), kterých nesla šest kusů. Trup ponorky byl prodloužen o cca 15 metrů. Vyřazena roku 1991.